# Institut Mittag-Leffler
L'institut Mittag-Leffler est un institut de recherche en mathématiques situé à Djursholm (commune de Danderyd), près de Stockholm. Des chercheurs sont invités  pour une durée de plusieurs semaines ou mois, dans le cadre de semestre thématiques. L'institut est administré par l'Académie royale des sciences de Suède pour le compte d'organismes de recherche représentant toutes les régions de la Scandinavie.
Le siège principal de l'institut est la villa Mittag-Leffler, ancienne résidence du mathématicien Gösta Mittag-Leffler,  qui lui en a fait don, ainsi que de la totalité de sa bibliothèque mathématique. Après son décès en 1927, la fortune de Mittag-Leffler est cependant insuffisante pour maintenir l'activité de l'institut de recherche, qui ne commence vraiment qu'en 1969 sous l'impulsion de Lennart Carleson. La villa est située sur une propriété qui compte deux maisons annexes et de nombreux autres logements, qui permettent d'accueillir en permanence une trentaine de participants.
Les revues Acta Mathematica (créée par Mittag-Leffler lui-même) et Arkiv för matematik sont publiées par l'institut.